# 杜布卡
48°47′2″N 25°27′37″E / 48.78389°N 25.46028°E
杜布卡（烏克蘭語：Дубки），是烏克蘭的村落，位於該國西部伊萬諾-弗蘭科夫斯克州，由科洛梅亚区負責管轄，處於德涅斯特河畔，始建於1459年，面積12.69平方公里，2001年人口891。